# Koszovói labdarúgó-válogatott
A koszovói labdarúgó-válogatott Koszovó nemzeti labdarúgócsapata. 2016 óta tagja az UEFA-nak és a FIFA-nak. Első tétmérkőzését 2016. szeptember 5-én Finnországgal vívta, világbajnoki selejtezőn.

## Története
Koszovó labdarúgó-válogatottja már 1993-ban megalakult, és 2007-ig számos barátságos mérkőzést játszott is. A legelső ilyenre 1993-ban került sor az albánok ellen, amely 3–1-es vereséggel zárult. Ez egyébként történetük legnagyobb veresége is. Sikerült több győzelmet is aratni ezeken az összecsapásokon, a legnevesebb ellenfél Szaúd-Arábia volt.
A szokásos válogatott-mérkőzésektől eltérően a koszovói nemzeti csapat többször játszott klubok ellen is, ilyen volt például a svájci Neuchâtel Xamax.

## Jelenlegi státusz
2008. február 17-én Koszovó egyoldalúan kikiáltotta függetlenségét Szerbiával szemben. Ezt a legtöbb európai állam, köztük Magyarország is elismerte, a függetlenséget elismerő államok száma jelenleg kilencvenkilenc. Az ellenzők között található Szerbia, valamint legfőbb szövetségesei, Oroszország és Kína.
2008. május 6-án Fadil Vokrri, a koszovói labdarúgó-szövetség akkori elnöke az ország felvételét kérte a FIFA-ba. A vezető történelminek nevezte ezt a pillanatot mind az ország, mind annak labdarúgása életében. A döntésre októberben, egy zürichi kongresszuson került sor, ahol a testület végül elutasította a kérelmet, mondván, „csak olyan országot vehetnek fel tagjaik közé, amelyet a világ többi része egyöntetűen függetlennek ismer el.” Egyúttal a barátságos meccseken történő részvételtől is eltiltotta a csapatot. Ezt a döntést a FIFA 2012 májusában vonta vissza, az alapokmány 79. cikkelyére hivatkozva.
2012 szeptemberében több más nemzet válogatottjában szereplő játékos, így például az albán Lorik Cana, valamint a svájci Xherdan Shaqiri, Granit Xhaka és Valon Behrami, valamint rajtuk kívül számos albán játékos származására való tekintettel nyílt levélben fordultak Sepp Blatterhez, hogy engedélyezze nekik a koszovói nemzeti csapatban való részvételt. Ez még a FIFA azon döntése ellen irányult, melyben megtiltotta Koszovónak a válogatott találkozókon való szereplést. Végül többek között a játékosok közbenjárásának köszönhetően a csapat játszhat barátságos találkozókon, amely éles vitát generált a szerb szövetséggel szemben. A FIFA több tárgyalást is összehívott koszovói és szerb felekkel, azonban erre 2012 szeptembere óta nem került sor.
A válogatott első jelentős sikerét a 2018-2019-es UEFA Nemzetek Ligája sorozat D ligájában érte el, ahol csoportjukat veretlenül megnyerve (4 győzelem, 2 döntetlen) feljutottak a C ligába és jogot szerzett a 2020-as Európa bajnokság pótselejtezőjére.

## Nemzetközi eredmények

### Világbajnokság
| Világbajnokság | Világbajnokság                    | Világbajnokság                    | Világbajnokság                    | Világbajnokság                    | Világbajnokság                    | Világbajnokság                    | Világbajnokság                    | Világbajnokság                    | Világbajnokság                    | Selejtezők                        | Selejtezők                        | Selejtezők                        | Selejtezők                        | Selejtezők                        | Selejtezők                        | Selejtezők                        |
| Év             | Eredmény                          | H.                                | M                                 | Gy                                | D                                 | V                                 | G+                                | G–                                | Keret                             | H.                                | M                                 | Gy                                | D                                 | V                                 | G+                                | G–                                |
| -------------- | --------------------------------- | --------------------------------- | --------------------------------- | --------------------------------- | --------------------------------- | --------------------------------- | --------------------------------- | --------------------------------- | --------------------------------- | --------------------------------- | --------------------------------- | --------------------------------- | --------------------------------- | --------------------------------- | --------------------------------- | --------------------------------- |
| 1930–1938      | A Jugoszláv Királyság része volt. | A Jugoszláv Királyság része volt. | A Jugoszláv Királyság része volt. | A Jugoszláv Királyság része volt. | A Jugoszláv Királyság része volt. | A Jugoszláv Királyság része volt. | A Jugoszláv Királyság része volt. | A Jugoszláv Királyság része volt. | A Jugoszláv Királyság része volt. | A Jugoszláv Királyság része volt. | A Jugoszláv Királyság része volt. | A Jugoszláv Királyság része volt. | A Jugoszláv Királyság része volt. | A Jugoszláv Királyság része volt. | A Jugoszláv Királyság része volt. | A Jugoszláv Királyság része volt. |
| 1950–1990      | Jugoszlávia része volt.           | Jugoszlávia része volt.           | Jugoszlávia része volt.           | Jugoszlávia része volt.           | Jugoszlávia része volt.           | Jugoszlávia része volt.           | Jugoszlávia része volt.           | Jugoszlávia része volt.           | Jugoszlávia része volt.           | Jugoszlávia része volt.           | Jugoszlávia része volt.           | Jugoszlávia része volt.           | Jugoszlávia része volt.           | Jugoszlávia része volt.           | Jugoszlávia része volt.           | Jugoszlávia része volt.           |
| 1994–2002      | Jugoszlávia része volt.           | Jugoszlávia része volt.           | Jugoszlávia része volt.           | Jugoszlávia része volt.           | Jugoszlávia része volt.           | Jugoszlávia része volt.           | Jugoszlávia része volt.           | Jugoszlávia része volt.           | Jugoszlávia része volt.           | Jugoszlávia része volt.           | Jugoszlávia része volt.           | Jugoszlávia része volt.           | Jugoszlávia része volt.           | Jugoszlávia része volt.           | Jugoszlávia része volt.           | Jugoszlávia része volt.           |
| 2006           | Szerbia és Montenegró része volt. | Szerbia és Montenegró része volt. | Szerbia és Montenegró része volt. | Szerbia és Montenegró része volt. | Szerbia és Montenegró része volt. | Szerbia és Montenegró része volt. | Szerbia és Montenegró része volt. | Szerbia és Montenegró része volt. | Szerbia és Montenegró része volt. | Szerbia és Montenegró része volt. | Szerbia és Montenegró része volt. | Szerbia és Montenegró része volt. | Szerbia és Montenegró része volt. | Szerbia és Montenegró része volt. | Szerbia és Montenegró része volt. | Szerbia és Montenegró része volt. |
| 2010–2014      | nem volt FIFA-tag                 | nem volt FIFA-tag                 | nem volt FIFA-tag                 | nem volt FIFA-tag                 | nem volt FIFA-tag                 | nem volt FIFA-tag                 | nem volt FIFA-tag                 | nem volt FIFA-tag                 | nem volt FIFA-tag                 | nem volt FIFA-tag                 | nem volt FIFA-tag                 | nem volt FIFA-tag                 | nem volt FIFA-tag                 | nem volt FIFA-tag                 | nem volt FIFA-tag                 | nem volt FIFA-tag                 |
| 2018           | nem jutott ki                     | nem jutott ki                     | nem jutott ki                     | nem jutott ki                     | nem jutott ki                     | nem jutott ki                     | nem jutott ki                     | nem jutott ki                     | nem jutott ki                     | 6.                                | 6.                                | 10                                | 0                                 | 1                                 | 9                                 | 3                                 |
| 2022           | nem jutott ki                     | nem jutott ki                     | nem jutott ki                     | nem jutott ki                     | nem jutott ki                     | nem jutott ki                     | nem jutott ki                     | nem jutott ki                     | nem jutott ki                     | 5.                                | 5.                                | 8                                 | 1                                 | 2                                 | 5                                 | 5                                 |
| 2026           | később                            | később                            | később                            | később                            | később                            | később                            | később                            | később                            | később                            | később                            | később                            | később                            | később                            | később                            | később                            | később                            |
| Összesen       | —                                 | 0/2                               | –                                 | –                                 | –                                 | –                                 | –                                 | –                                 | –                                 | Összesen                          | 2/2                               | 18                                | 1                                 | 3                                 | 14                                | 8                                 |

### Európa-bajnokság
| Európa-bajnokság | Európa-bajnokság                  | Európa-bajnokság                  | Európa-bajnokság                  | Európa-bajnokság                  | Európa-bajnokság                  | Európa-bajnokság                  | Európa-bajnokság                  | Európa-bajnokság                  | Európa-bajnokság                  | Selejtezők                        | Selejtezők                        | Selejtezők                        | Selejtezők                        | Selejtezők                        | Selejtezők                        | Selejtezők                        |
| Év               | Eredmény                          | H.                                | M                                 | Gy                                | D                                 | V                                 | G+                                | G–                                | Keret                             | H.                                | M                                 | Gy                                | D                                 | V                                 | G+                                | G–                                |
| ---------------- | --------------------------------- | --------------------------------- | --------------------------------- | --------------------------------- | --------------------------------- | --------------------------------- | --------------------------------- | --------------------------------- | --------------------------------- | --------------------------------- | --------------------------------- | --------------------------------- | --------------------------------- | --------------------------------- | --------------------------------- | --------------------------------- |
| 1960–1992        | Jugoszlávia része volt.           | Jugoszlávia része volt.           | Jugoszlávia része volt.           | Jugoszlávia része volt.           | Jugoszlávia része volt.           | Jugoszlávia része volt.           | Jugoszlávia része volt.           | Jugoszlávia része volt.           | Jugoszlávia része volt.           | Jugoszlávia része volt.           | Jugoszlávia része volt.           | Jugoszlávia része volt.           | Jugoszlávia része volt.           | Jugoszlávia része volt.           | Jugoszlávia része volt.           | Jugoszlávia része volt.           |
| 1996–2000        | Jugoszlávia része volt.           | Jugoszlávia része volt.           | Jugoszlávia része volt.           | Jugoszlávia része volt.           | Jugoszlávia része volt.           | Jugoszlávia része volt.           | Jugoszlávia része volt.           | Jugoszlávia része volt.           | Jugoszlávia része volt.           | Jugoszlávia része volt.           | Jugoszlávia része volt.           | Jugoszlávia része volt.           | Jugoszlávia része volt.           | Jugoszlávia része volt.           | Jugoszlávia része volt.           | Jugoszlávia része volt.           |
| 2004             | Szerbia és Montenegró része volt. | Szerbia és Montenegró része volt. | Szerbia és Montenegró része volt. | Szerbia és Montenegró része volt. | Szerbia és Montenegró része volt. | Szerbia és Montenegró része volt. | Szerbia és Montenegró része volt. | Szerbia és Montenegró része volt. | Szerbia és Montenegró része volt. | Szerbia és Montenegró része volt. | Szerbia és Montenegró része volt. | Szerbia és Montenegró része volt. | Szerbia és Montenegró része volt. | Szerbia és Montenegró része volt. | Szerbia és Montenegró része volt. | Szerbia és Montenegró része volt. |
| 2008             | Szerbia része volt.               | Szerbia része volt.               | Szerbia része volt.               | Szerbia része volt.               | Szerbia része volt.               | Szerbia része volt.               | Szerbia része volt.               | Szerbia része volt.               | Szerbia része volt.               | Szerbia része volt.               | Szerbia része volt.               | Szerbia része volt.               | Szerbia része volt.               | Szerbia része volt.               | Szerbia része volt.               | Szerbia része volt.               |
| 2012–2016        | nem volt FIFA-tag                 | nem volt FIFA-tag                 | nem volt FIFA-tag                 | nem volt FIFA-tag                 | nem volt FIFA-tag                 | nem volt FIFA-tag                 | nem volt FIFA-tag                 | nem volt FIFA-tag                 | nem volt FIFA-tag                 | nem volt FIFA-tag                 | nem volt FIFA-tag                 | nem volt FIFA-tag                 | nem volt FIFA-tag                 | nem volt FIFA-tag                 | nem volt FIFA-tag                 | nem volt FIFA-tag                 |
| 2020             | nem jutott ki                     | nem jutott ki                     | nem jutott ki                     | nem jutott ki                     | nem jutott ki                     | nem jutott ki                     | nem jutott ki                     | nem jutott ki                     | nem jutott ki                     | 3. (pótselejtező)                 | 9                                 | 3                                 | 2                                 | 4                                 | 14                                | 18                                |
| 2024             | nem jutott ki                     | nem jutott ki                     | nem jutott ki                     | nem jutott ki                     | nem jutott ki                     | nem jutott ki                     | nem jutott ki                     | nem jutott ki                     | nem jutott ki                     | 5.                                | 10                                | 2                                 | 5                                 | 3                                 | 10                                | 10                                |
| Összesen         |                                   | 0/2                               | –                                 | –                                 | –                                 | –                                 | –                                 | –                                 | –                                 | Összesen                          | 19                                | 5                                 | 7                                 | 7                                 | 24                                | 28                                |

### UEFA Nemzetek Ligája
| Csoportkör / Negyeddöntő / Osztályozó | Csoportkör / Negyeddöntő / Osztályozó | Csoportkör / Negyeddöntő / Osztályozó | Csoportkör / Negyeddöntő / Osztályozó | Csoportkör / Negyeddöntő / Osztályozó | Csoportkör / Negyeddöntő / Osztályozó | Csoportkör / Negyeddöntő / Osztályozó | Csoportkör / Negyeddöntő / Osztályozó | Csoportkör / Negyeddöntő / Osztályozó | Csoportkör / Negyeddöntő / Osztályozó | Csoportkör / Negyeddöntő / Osztályozó | Csoportkör / Negyeddöntő / Osztályozó | Egyenes kieséses szakasz | Egyenes kieséses szakasz | Egyenes kieséses szakasz | Egyenes kieséses szakasz | Egyenes kieséses szakasz | Egyenes kieséses szakasz | Egyenes kieséses szakasz | Egyenes kieséses szakasz | Egyenes kieséses szakasz |
| Szezon                                | Liga                                  | Csoport                               | H                                     | M                                     | Gy                                    | D                                     | V                                     | G+                                    | G–                                    | Feljutás/kiesés                       | Helyezés                              | Év                       | Eredmény                 | M                        | Gy                       | D                        | V                        | G+                       | G–                       | Keret                    |
| ------------------------------------- | ------------------------------------- | ------------------------------------- | ------------------------------------- | ------------------------------------- | ------------------------------------- | ------------------------------------- | ------------------------------------- | ------------------------------------- | ------------------------------------- | ------------------------------------- | ------------------------------------- | ------------------------ | ------------------------ | ------------------------ | ------------------------ | ------------------------ | ------------------------ | ------------------------ | ------------------------ | ------------------------ |
| 2018–19                               | D                                     | 3.                                    | 1.                                    | 6                                     | 4                                     | 2                                     | 0                                     | 15                                    | 2                                     | Növekedés                             | 42.                                   | 2019                     | nem jutott be            | nem jutott be            | nem jutott be            | nem jutott be            | nem jutott be            | nem jutott be            | nem jutott be            | nem jutott be            |
| 2020–21                               | C                                     | 3.                                    | 3.                                    | 6                                     | 1                                     | 2                                     | 3                                     | 4                                     | 6                                     | Állandó                               | 44.                                   | 2021                     | nem jutott be            | nem jutott be            | nem jutott be            | nem jutott be            | nem jutott be            | nem jutott be            | nem jutott be            | nem jutott be            |
| 2022–23                               | C                                     | 2.                                    | 3.                                    | 6                                     | 3                                     | 0                                     | 3                                     | 11                                    | 8                                     | Állandó                               | 39.                                   | 2023                     | nem jutott be            | nem jutott be            | nem jutott be            | nem jutott be            | nem jutott be            | nem jutott be            | nem jutott be            | nem jutott be            |
| 2024–25                               | C                                     | 2.                                    | 2.                                    | 8                                     | 6                                     | 0                                     | 2                                     | 15                                    | 9                                     | Növekedés                             | 38.                                   | 2025                     | nem jutott be            | nem jutott be            | nem jutott be            | nem jutott be            | nem jutott be            | nem jutott be            | nem jutott be            | nem jutott be            |
| 2026–27                               | B                                     |                                       |                                       |                                       |                                       |                                       |                                       |                                       |                                       |                                       |                                       | 2027                     | nem jutott be            | nem jutott be            | nem jutott be            | nem jutott be            | nem jutott be            | nem jutott be            | nem jutott be            | nem jutott be            |
| Összesen                              | Összesen                              | Összesen                              | Összesen                              | 26                                    | 14                                    | 4                                     | 8                                     | 45                                    | 25                                    |                                       |                                       |                          | 0/5                      | –                        | –                        | –                        | –                        | –                        | –                        |                          |

## Játékosok

### Játékoskeret
Frissítve: 2021. március 31.
| Szám | Poszt | Név                 | Születési dátum / Kor         | Válogatottság | Gólok | Klub              |
| ---- | ----- | ------------------- | ----------------------------- | ------------- | ----- | ----------------- |
| 1    | K     | Samir Ujkani        | 1988. július 5. (37 éves)     | 31            | 0     | Torino            |
| 16   | K     | Visar Bekaj         | 1997. május 24. (28 éves)     | 2             | 0     | Tirana            |
| 12   | K     | Betim Halimi        | 1996. február 28. (29 éves)   | 0             | 0     | FK Olimpik Doneck |
| 15   | V     | Mërgim Vojvoda      | 1995. február 1. (30 éves)    | 34            | 1     | Torino            |
| 3    | V     | Fidan Aliti         | 1993. október 3. (31 éves)    | 32            | 0     | Zürich            |
| 19   | V     | Leart Paqarada      | 1994. augusztus 10. (31 éves) | 24            | 1     | St. Pauli         |
| 2    | V     | Florent Hadergjonaj | 1994. július 31. (31 éves)    | 18            | 1     | Kasımpaşa SK      |
| 20   | V     | Ibrahim Drešević    | 1997. január 24. (28 éves)    | 9             | 0     | Heerenveen        |
| 5    | V     | Lirim Kastrati      | 1999. február 2. (26 éves)    | 3             | 0     | Újpest            |
| 14   | V     | Betim Fazliji       | 1999. április 25. (26 éves)   | 1             | 0     | St. Gallen        |
| 7    | KP    | Milot Rashica       | 1996. június 28. (29 éves)    | 31            | 4     | Werder Bremen     |
| 9    | KP    | Bersant Celina      | 1996. szeptember 9. (28 éves) | 30            | 2     | Dijon             |
| 8    | KP    | Besar Halimi        | 1994. december 12. (30 éves)  | 27            | 3     | Sandhausen        |
| 6    | KP    | Hekuran Kryeziu     | 1993. február 12. (32 éves)   | 26            | 0     | Zürich            |
| 10   | KP    | Arbër Zeneli        | 1995. február 25. (30 éves)   | 25            | 9     | Reims             |
| 17   | KP    | Benjamin Kololli    | 1992. május 15. (33 éves)     | 23            | 4     | Zürich            |
| 22   | KP    | Edon Zhegrova       | 1999. március 31. (26 éves)   | 22            | 2     | Basel             |
| 4    | KP    | Idriz Voca          | 1997. május 15. (28 éves)     | 13            | 0     | Ankaragücü        |
| 23   | KP    | Florent Hasani      | 1997. március 30. (28 éves)   | 8             | 1     | Hapoel Kfar Saba  |
| 18   | CS    | Vedat Muriqi        | 1994. április 24. (31 éves)   | 29            | 11    | Lazio             |
| 21   | CS    | Atdhe Nuhiu         | 1989. július 29. (36 éves)    | 19            | 3     | APOEL             |
| 11   | CS    | Elba Rashani        | 1993. május 9. (32 éves)      | 18            | 4     | BB Erzurumspor    |
| 13   | CS    | Lirim M. Kastrati   | 1999. január 16. (26 éves)    | 12            | 1     | Dinamo Zagreb     |

### A legtöbb válogatottsággal rendelkező játékosok
Az alábbi lista a válogatottban a legtöbbször szereplő játékosokat tartalmazza. A statisztika 2022. november 6. szerinti (a vastagon jelölt játékosok jelenleg is tagjai a válogatottnak).
| #  | Név            | Időszak | Vál. | Gól |
| -- | -------------- | ------- | ---- | --- |
| 1  | Amir Rrahmani  | 2014–   | 49   | 6   |
| 2  | Milot Rashica  | 2016–   | 46   | 8   |
| 3  | Mërgim Vojvoda | 2017–   | 45   | 2   |
| 4  | Vedat Muriqi   | 2016–   | 44   | 23  |
| 4  | Fidan Aliti    | 2017–   | 44   | 1   |
| 6  | Valon Berisha  | 2016–   | 36   | 4   |
| 6  | Samir Ujkani   | 2014–   | 36   | 0   |
| 8  | Besar Halimi   | 2015–   | 34   | 3   |
| 9  | Bersant Celina | 2014–   | 33   | 2   |
| 10 | Arbër Zeneli   | 2016–   | 31   | 9   |

### A válogatottban legtöbb gólt szerző játékosok
Az alábbi lista a válogatottban a legtöbb gólt szerző játékosokat tartalmazza. A statisztika 2022. november 6. szerinti (a vastagon jelölt játékosok jelenleg is tagjai a válogatottnak).
| # | Név              | Időszak   | Gól | Vál. |
| - | ---------------- | --------- | --- | ---- |
| 1 | Vedat Muriqi     | 2016–     | 23  | 44   |
| 2 | Arbër Zeneli     | 2016–     | 9   | 31   |
| 3 | Milot Rashica    | 2016–     | 8   | 46   |
| 4 | Amir Rrahmani    | 2014–     | 6   | 49   |
| 5 | Elba Rashani     | 2015–     | 5   | 24   |
| 6 | Benjamin Kololli | 2016–     | 4   | 24   |
| 6 | Valon Berisha    | 2016–     | 4   | 36   |
| 8 | Albert Bunjaku   | 2014–2016 | 3   | 6    |
| 8 | Atdhe Nuhiu      | 2017–     | 3   | 19   |
| 8 | Edon Zhegrova    | 2018–     | 3   | 28   |
| 8 | Besar Halimi     | 2014–     | 3   | 34   |

## Szövetségi kapitányok
- Albert Bunjaki (2009–2017)
- Muharrem Sahiti (2017–2018)
- Bernard Challandes (2018–2021)[11]
- Muharrem Sahiti (2020)
- Primož Gliha (2021–2022)
- Alain Giresse (2022–)[12]